# John Entwistle
John Entwistle (9 tháng 10 năm 1944 – 27 tháng 6 năm 2002) là một nhạc sĩ, ca sĩ, nghệ sĩ kèn cor, nhà sản xuất phim và âm nhạc, được biết tới nhiều nhất khi là tay bass của ban nhạc rock người Anh, The Who. Cách chơi của ông đã trở thành nguồn cảm hứng của vô vàn những nghệ sĩ khác. Ông có tên tại Đại sảnh Danh vọng Rock and Roll với The Who vào năm 1990.
Entwistle thường chơi bass với việc sử dụng ngũ cung, cùng với đó là những âm bổng ("full treble, full volume") được tạo nên bởi loại dây đàn cuốn vồng (roundwound) của hãng RotoSound. Cho tới khi qua đời, bộ sưu tập của ông có tới hơn 200 loại nhạc cụ, bao gồm nhiều hãng đàn mà ông đã từng sử dụng trong suốt sự nghiệp, như Fender, Danelectro, và Rickenbacker trong những năm 60, Gibson và Alembic trong những năm 70, Warwick trong những năm 80, và Status trong những năm 90. Năm 2011, độc giả tờ Rolling Stone bình chọn Entwistle là tay bass vĩ đại nhất mọi thời đại.
Năm 2002, ông qua đời trong một khách sạn ở Las Vegas do đau tim vì sử dụng cocaine quá liều.

## Danh sách đĩa nhạc
- Smash Your Head Against the Wall (1971)
- Whistle Rymes (1972)
- Rigor Mortis Sets In (1973)
- Mad Dog (1975)
- Too Late the Hero (1981)
- The Rock (1996)
- Music from Van Pires (1997)